# Sigournais
Sigournais é uma comuna francesa na região administrativa da Pays de la Loire, no departamento de Vendéia. Estende-se por uma área de 18,3 km². Em 2010 a comuna tinha 926 habitantes (densidade: 50,6 hab./km²).